# Halové mistrovství Evropy v pozemním hokeji 2016
Halové mistrovství Evropy v pozemním hokeji 2016 se konalo od 15. ledna do 17. ledna 2016 v Praze na Podvinném Mlýně.

## Základní skupiny

### Skupina A
| Datum     | Čas   | Tým 1   | Tým 2     | Výsledek |
| --------- | ----- | ------- | --------- | -------- |
| 15. ledna | 10:00 | Německo | Polsko    | 4:1      |
| 15. ledna | 11:10 | Rusko   | Švýcarsko | 4:1      |
| 15. ledna | 16:00 | Polsko  | Švýcarsko | 4:1      |
| 15. ledna | 17:10 | Rusko   | Německo   | 4:8      |
| 16. ledna | 9:00  | Německo | Švýcarsko | 7:3      |
| 16. ledna | 10:10 | Polsko  | Rusko     | 1:4      |

| Poř. | Tým       | Z | V | R | P | VG | OG | B |
| ---- | --------- | - | - | - | - | -- | -- | - |
| 1.   | Německo   | 3 | 3 | 0 | 0 | 19 | 8  | 9 |
| 2.   | Rusko     | 3 | 2 | 0 | 1 | 12 | 10 | 6 |
| 3.   | Polsko    | 3 | 1 | 0 | 2 | 6  | 9  | 3 |
| 4.   | Švýcarsko | 3 | 0 | 0 | 3 | 5  | 15 | 0 |

### Skupina B
| Datum     | Čas   | Tým 1      | Tým 2      | Výsledek |
| --------- | ----- | ---------- | ---------- | -------- |
| 15. ledna | 12:12 | Nizozemsko | Švédsko    | 6:2      |
| 15. ledna | 13:30 | Rakousko   | Česko      | 2:1      |
| 15. ledna | 18:20 | Nizozemsko | Rakousko   | 0:2      |
| 15. ledna | 19:30 | Česko      | Švédsko    | 5:3      |
| 16. ledna | 11:20 | Rakousko   | Švédsko    | 6:3      |
| 16. ledna | 12:30 | Česko      | Nizozemsko | 2:1      |

| Poř. | Tým        | Z | V | R | P | VG | OG | B |
| ---- | ---------- | - | - | - | - | -- | -- | - |
| 1.   | Rakousko   | 3 | 3 | 0 | 0 | 10 | 4  | 9 |
| 2.   | Česko      | 3 | 2 | 0 | 1 | 8  | 5  | 6 |
| 3.   | Nizozemsko | 3 | 1 | 0 | 3 | 7  | 7  | 3 |
| 4.   | Švédsko    | 3 | 0 | 0 | 3 | 8  | 17 | 0 |

## Vyřazovací fáze
| Zápas           | Datum     | Čas   | Tým 1      | Tým 2     | Výsledek |
| --------------- | --------- | ----- | ---------- | --------- | -------- |
| O 5. - 8. místo | 16. ledna | 15:30 | Švýcarsko  | Švédsko   | 4:2      |
| O 5. - 8. místo | 16. ledna | 16:40 | Nizozemsko | Polsko    | 2:2      |
| Semifinále      | 16. ledna | 16:50 | Rakousko   | Rusko     | 6:5 SN   |
| Semifinále      | 16. ledna | 19:15 | Německo    | Česko     | 5:0      |
| O 5. místo      | 17. ledna | 10:00 | Nizozemsko | Švýcarsko | 2:3      |
| O 7. místo      | 17. ledna | 11:10 | Polsko     | Švédsko   | 11:2     |
| O bronz         | 17. ledna | 13:00 | Rusko      | Česko     | 4:3      |
| Finále          | 17. ledna | 14:30 | Rakousko   | Německo   | 2:3      |